# 克拉克斯維爾 (加利福尼亞州)
克拉克斯維爾（英語：Clarksville）是位於美國加利福尼亞州埃爾多拉多縣的一個非建制地區。該地的面積和人口皆未知。

## 地理
克拉克斯維爾的座標為38°39′18″N 121°03′09″W / 38.65500°N 121.05250°W，而該地的平均海拔高度為206米（即676英尺）。